# Seznam exkláv
Seznam exkláv obsahuje neúplný seznam současných exkláv, v členění podle světadílů a mateřských států. 

## Afrika

### Angola
- Cabinda

## Asie

### Arménie
- Arcbašen

### Ázerbájdžán
- Aşağı Əskipara
- Barxudarlı
- Kərki
- Nachičevanská autonomní republika
- Sofulu
- Yuxarı Əskipara

### Bangladéš
- Cooch Behar

### Brunej
- Daerah Temburong

### Indie
- Tin Bigha

### Kyrgyzstán
- Barak

### Omán
- Musandam

### Tádžikistán
- Sarvan
- Voruch
- Zapadnaja Kalača

### Uzbekistán
- Čon Gara
- Džangajl
- Sochský rajon
- Šachimardan

### Východní Timor
- Oe-Kusi Ambenu

## Evropa

### Belgie
- Baarle-Hertog

### Bosna a Hercegovina
- Međurečje
- Sastavci

### Chorvatsko
- Dubrovnická exkláva

### Itálie
- Campione d'Italia

### Německo
- Büsingen am Hochrhein
- Ruitzhof

### Nizozemsko
- Baarle-Nassau

### Rakousko
- Jungholz
- Východní Tyrolsko

### Rusko
- Dubki
- Medvežje-Saňkovo
- Kaliningradská oblast

### Španělsko
- Ceuta
- Llívia
- Melilla
- Peñón de Vélez de la Gomera

## Severní Amerika

### Spojené státy americké
- Aljaška